# مادية ديكارتية

تمثيل لمفهوم المسرح الديكارتي

المادية الديكارتية، في فلسفة العقل، هي الفكرة القائلة بأنه في مكان معين (أو أماكن معينة) في الدماغ، هناك مجموعة من المعلومات التي تتوافق مباشرة مع تجاربنا الوعاية. وبالضد من مسمى المصطلح، فإن المادية الديكارتية ليست رأيا تمسك به رينيه ديكارت أو قام بصياغته، فقد اتبع ديكارت شكلا من أشكال الثنائية.
يمكن للمادية الديكارتية في أبسط صورها أن تتنبأ، مثلا، بأن هناك مكان معين في الدماغ يجرى فيه تمثيل مترابط لكل الأشياء التي يتناولها وعينا في لحظة معينة: ما نراه، ما نسمعه، ما نشمه، بل وفي الواقع كل شيء نكون على وعي بوجوده. تدعي المادية الديكارتية في أبسط صورها بأنه، في مكان معين في الدماغ، هناك «مسرح ديكارتي» يمكن لمشاهد افتراضي يجلس فيه أن «يجد» محتوى تجربة واعية متمثلا لحظة بلحظة. وبالضد من ذلك، فإن أي شيء يحدث خارج هذه «الوسائط العصبية المتميزة» يعتبر لاواعيا.

## خلفية تاريخية

### معان متعددة
وفقا لماركس وإنجلز (1845)، فإن المادية الفرنسية تطورت من آلية ديكارت وتجريبية لوك، هوبز، باكون وأخيرا دانز سكوطس الذين تساءل «هل يمكن للمادة أن تفكر؟». ووفقا لنظرتهم، يدين العلم الطبيعي للأولى بنجاحه الكبير بوصفه «مادية ديكارتية» مجردة من ميتافيزيقا الثنائية الديكارتية بواسطة فلاسفة وأطباء مثل ريجياس، كابانيس، ولا ميتري، الذين صادقوا على قابلية حياة الأوتوماتات البيولوجية لديكارت دون اللجوء إلى إدراك غير مادي.
رغم ذلك، يستخدم الفيلسوف داينيال دينيت المصطلح للتأكيد على ما يعتبره الفكرة الديكارتية السائدة المتمثل في تواجد مستودع مركزي للتجارب الواعية في دماغنا. يقول دينيت أن «المادية الديكارتية وجهة نظرة تقول بأن هناك خط فاصل حاسم أو حد معين في الدماغ، يحدد مكانا يضاهي فيه أمر الوصول أمر «التمثيل» للتجربة، فما يحدث هناك هو ما تعي حدوثه».
استخدم فلاسفة حديثون آخرون تعريفات أقل تحديدا بشكل عام. فعلى سبيل المثال، يعرف كل من أوبراين وأوبي المادية الديكارتية على أنها الفكرة القائلة بأن «تحقق الوعي يتم بواسطة المكونات المادية للدماغ»، ويعرف تييد روكويل المادية الديكارتية بقوله «إن المبدأ الأساسي الخاص بالمادية الديكارتية هو أن النشاط العصبي الواقع في الجمجمة أساسي وظيفيا لانبثاق العقل». ورغم أن مفهوم روكويل عن المادية الديكارتية قليل التحديد بشكل ما، إلا أنه رد مفصل على مفهوم دينيت، وليس سلفا غير متطور. يعتبر الموضوع الرئيسي لكتاب روكويل «ليس عقلا ولا شبحا» أن حجج دينيت، التي يستخدمها لدحض صيغة المادية الديكارتية الخاصة به، تعتبر في الواقع مؤيدة لفكرة أن العقل خاصية منبثقة عن رابطة الدماغ والجسد والعالم الكلية. بالنسبة لروكويل، فإن الادعاء بأن الدماغ بأكمله مكافئ للعقل لا يملك تبريرا أفضل من تبرير الادعاء بأن جزءا من الدماغ يكافئ العقل.
يعتبر مفهوم دينيت عن المادية الديكارتية أكثر المفاهيم شهرة.

### الثنائية الديكارتية
اعتقد ديكارت أن الكائن البشري يتكون من جسد مادي وروح غير مادية (أو «عقل»). ووفقا له، يمكن للعقل والجسد أن يتداخلا. فالجسد قد يؤثر على العقل، مثلما يحدث عندما تضع يدك في نار، فيقوم الجسد بنقل معلومات حسية من يدك إلى العقل، مما يتسبب في إحساسك بالألم. وقد يؤثر العقل على الجسد بالمثل من ذلك أيضا، مثلما تقرر أن تحرك يدك، فتستجيب عضلاتك وتتحرك يدك كما تشاء.
لاحظ ديكارت أنه رغم قيام عينانا الاثنين برؤية شيء ما بشكل مستقل، إلا أن تجربتنا الواعية ليست لمجالي رؤية لكل منهما صورة لذلك الشيء. فبدلا من ذلك، ما نراه هو مجال متتابع بيضاوي الشكل لمنظور ينقل المعلومات من عينينا، ويبدو أنه بشكل ما قد «دُمِج» في صورة واحدة. (كما يحدث في الأفلام عندما تنظر شخصية عبر منظار مكبر، ويُعرض المشهد للمتفرجين من زاوية نظر الشخصية. وصورة المشهد ذلك لا تُعرض أبدا كصورتين دائريتين منفصلتين، بل يعرضها المخرج كشكل واحد شبيه بالرقم ثمانية (8)، يدمج كل المعلومات الآتية من العدستين).
لاحظ ديكارت أن المعلومات القادمة من العينين يبدو وكأنها دمجت بشكل ما قبل «دخولها» إلى الإدراك الواعي. ولاحظ أيضا تأثيرات مشابهة لدى غيرها من الحواس. وبناء على ذلك، افترض ديكارت حتمية وجود مكان معين في الدماغ يجرى فيه تجميع المعلومات قبل إرسالها إلى العقل اللامادي. وكان المرشح الأفضل لهذا المكان، بالنسبة لديكارت، هو الغدة الصنوبرية، وذلك لأنه رأى أنها الجزء الوحيد من الدماغ الذي يملك بنية واحدة، على عكس بقية الأجزاء التي تنقسم بين النصفين الأيمن والأيسر للدماغ. ومن ثم فقد اعتقد ديكارت أن الغدة الصنوبرية هي «موطن الروح»، وأن أي معلومات متجهة نحو الوعي يجب أن تمر عبر الغدة الصنوبرية لكي تتمكن من دخول العقل. فبالنسبة له، تعتبر الغدة الصنوبرية المكان الذي تتشابك فيه المعلومات.

### موقف دينيت من المادية الديكارتية
في وقتنا الحالي، يتجه الإجماع العلماء والفلاسفة إلى رفض المذهب الثنائي ومفهوم العقل غير المادي الخاص به، وذلك للعديد من الأسباب. وبالمثل من ذلك، تم رفض الكثير من جوانب نظريات ديكارت، فقد اتضح، على سبيل المثال، أن الغدة الصنوبرية غدة صماء، وليس لها دور كبير في معالجة المعلومات.
رغم ذلك، يرى دانيال دينيت أن الكثير من العلماء والفلاسفة لا يزالون يعتقدون، سواء بشكل صريح أو ضمني، في صحة فكرة ديكارت عن مستودع معين يجرى فيه دمج وتجميع محتويات الوعي، وهو مكان يسميه المسرح الديكارتي.
يقول دينيت في كتابه «الوعي مفسرا» (1991):
رغم أن المستودع المركزي ذلك يسمى عادة «المكان» أو «الموقع»، إلا أن دينيت سارع في توضيح أن «الموضع المركزي» الخاص بالمادية الديكارتية لا يحتاج إلى أن يُعرَّف بشكل تشريحي –فمثل ذلك الموضع قد يتكون من شبكة من المناطق المتعددة.

## حجج دينيت ضد المادية الديكارتية
في كتابه «الوعي مفسرا»، يعرض دينيت العديد من الأدلة لدحض مفهوم المادية الديكارتية.

### لا مكان محدد
يعتبر إهمال معظم علماء الأعصاب فكرة وجود منطقة واحدة في الدماغ يجرى فيها تجميع المعلومات من الحجج المضادة للمادية الديكارتية. والبديل هو فكرة أن المعلومات تُخزّن وتُعالج في أجزاء عصبية متفرقة. فعلى سبيل المثال، يجرى تحليل المعلومات القادمة من العين فور وصولها للقشرة البصرية عن طريق خرائط عرض متداخلة، كل منها يختص بكشف جانب محدد، ولم يتم العثور على موقع مركزي يجرى فيه دمج هذه المعلومات لإعادة تمثيلها. يجادل دينيت بأنه لا جدوى من وجود موقع دمج كهذا، إذا أن كل التحليلات تكون قد أجريت بالفعل، ولن يجد متفرج قزم (داخل الدماغ) أي فائدة من إعادة بناء الصورة هذا.

### شذوذ توقيت التجارب الواعية
من الحجج الأخرى المضادة للمادية الديكارتية هي ما تم استنتاجه من تجارب علمية عديدة في مجالي علم النفس وعلم الأعصاب. ففي تجارب إثبات ظاهرة فاي للألوان وتأثير التباين التِلويّ، سُلِّط وميضان محفزان بسرعة وبتتابع على شاشة. وبشكل مذهل، أثّر الوميض الثاني، في بعض الحالات، على إدراك المحفز الأول. وفي تجارب أخرى أجراها بينجامين ليبِت، تم استخدام محفزات كهربية، بشكل متتابع، على عينة واعية. وفي بعض الظروف، أبلغ المُختَبرون أنهم شعروا بالمحفز الثاني قبل شعورهم بالأول.
تشكك هذه التجارب في فكرة أن الحالات الدماغية قابلة للترجمة مباشرة إلى مكونات الوعي. فكيف يمكن للمحفز الثاني أن يجرى عرضه بشكل منعكس زمانيا، مما يجعله قادرا على التأثير في إدراك أشياء حدثت حتى قبل إطلاقه؟

### محاولتين للتفسير
ردا على مشكلة شذوذ التوقيت، تم اقتراح تفسيرين مختلفين لأسباب الشذوذ. التفسير الأول هو احتمالية تجمع المعلومات الحسية في ذاكرة وسيطة (مخزن بيانات مؤقت) قبل تمريرها إلى الوعي عقب تأخر زمني فارق. وبما أن الوعي لا يحدث إلا بعد تأخر زمني، فسيكون لدى المحفز الثاني الوقت الذي قد يمكنه من التأثير على المعلومات المخزنة الخاصة بالمحفز الأول. وبذلك يكون المُختَبرون قد أصابوا في تذكرهم لهذه التجارب غير الدقيقة. يطلق دانيت على ذلك «التفسير الستاليني» (نسبة إلى محاكمات الاتحاد السوفييتي الستاليني التي كانت تقدم أدلة مصطنعة إلى قضاة غير شاهدين).
تأخذ محاولة التفسير الثانية منحى معاكسا. وهو أن المُختَبرين ربما يكونون، بالضد من ما أبلغوا عنه، قد شعروا بالمحفز الأول كسابق للثاني وغير متأثر به. ومع ذلك، فحين تم سؤال المُختَبرين ليستذكروا تجاربهم، وجدوا أن ذكراهم الخاصة بالمحفز الأول قد شوشت بفعل المحفز الثاني. ومن ثم فإنهم أبلغوا عن تجارب لم تحدث بالفعل. وفقا لهذا التفسير، يشعر المختبرون بتجارب ابتدائية دقيقة، لكنهم يتذكرونا بشكل غير دقيق لاحقا. يطلق دينيت على هذا «التفسير الأورويلي»، نسبة إلى رواية جورج أورويل 1984، التي عادة ما تقوم الحكومة الشمولية فيها بإعادة كتابة التاريخ ليناسب أهدافها.
لكن كيف يمكننا أن نعتبر واحدا من التفسيرين صحيحا؟ يبدو أن كلاهما يفسر البيانات المتوفرة بشكل كاف، وكلاهما على ما يبدو يصلان إلى نفس التنبؤات. يرى دينيت أنه ليس هناك أساس نستند عليه لنختار أي من التفسيرين، فهو يرفض افتراضهما المشترك عن وجود مسرح ما. فيقول دينيت:
«يمكننا الاعتقاد في أن كلا المُنظِّرَين يمتلكان نفس النظرية حول ما يحدث في دماغك؛ فهما متفقان على مكان وزمان دخول المحتوى المغلوط إلى المسارات المسببة، لكنها يختلفان حول اعتبار هذا الموقع قبل إدراك التجربة أم بعدها فحسب. [...] بل إنهما يتفقان حتى على ما يجب أن «يشعر» به المخُتَبرون: فعليهم ألا يكونوا قادرين على معرفة الفرق بين التجارب المشوهة وتلك التجارب التي لا يمكن تذكرها على الفور».

### استنتاجات دينيت
تملك حجة دينيت البنية الأساسية التالية:
1. إذا كانت المادية الديكارتية صحيحة وكانت هناك منطقة خاصة (أو مناطق) في الدماغ يجرى فيها تخزين محتويات التجربة الواعية، فيجب أن يكون في مقدورنا التحقق من وقت دخول شيء ما نطاق التجربة الواعية بالضبط.
2. يمكننا، ولو بشكل نظري، أن نحدد بدقة وقت دخول شيء ما نطاق التجربة الواعية.
3. وبذلك تكون المادية الديكارتية خاطئة.